# Journal of New Music Research
O Journal of New Music Research (JNMR) é um periódico acadêmico publicado trimestralmente que cobre pesquisas em teoria musical, musicologia, filosofia, psicologia, acústica, computação musical, engenharia e outras disciplinas que correlacionam o fazer artístico com tecnologia. A revista foi fundada em 1972, com o nome Interface, renomeada em 1994, sendo publicada pela editora Routledge, onde o editor-chefe atual é Alan Marsden.
O periódico publica material sobre os processos musicais a partir de uma abordagem sistemática, científica e tecnológica. A pesquisa deve ser inovadora e embasada em métodos empíricos ou quantitativos. Não existem limites para os comportamentos musicais analisados, portanto, aceita-se artigos sobre música popular, teoria musical, análise, composição, performance, instrumentos e outras tecnologias musicais, resultando em trabalhos que fornecem uma base interdisciplinar para a criação e estudo da música.
A revista conta com aproximadamente 56 mil visualizações/downloads por ano e tem um fator de impacto de 1,143 (2020). Em média, leva 87 dias entre a submissão do trabalho e a primeira decisão, a uma taxa de aceitação de 21%.

## Resumo e Indexação
A revista está indexada nos seguintes termos:
- Artes e humanidades
- Ciências sociais e comportamentais
- Repertório musical
- Literatura musical

## Tópicos de Interesse
O JNMR conta com diversas edições especiais que focam em certas áreas da tecnologia e da música. Mas os seguintes tópicos são recorrentes em suas publicações:
- Teoria musical
- Musicologia/Musicologia mediada por computadores
- Acústica e Psicoacústica
- Software e Hardware para criação musical
- Inteligência artificial
- Técnicas de composição mediadas por computador
- Algoritmos de composição
- Síntese de áudio
- Etnomusicologia
- Musicoterapia
- Percepção e cognição musical
- Espacialização do som
- Transcrição e anotação musical
- Abordagens preditivas e descritivas para dados musicais
- Classificação musical
- Música generativa
- Sistemas interativos para performance
- Classificação de emoção e humor em faixas musicais
- Análise harmônica